# Karaikkal Ammaiyar

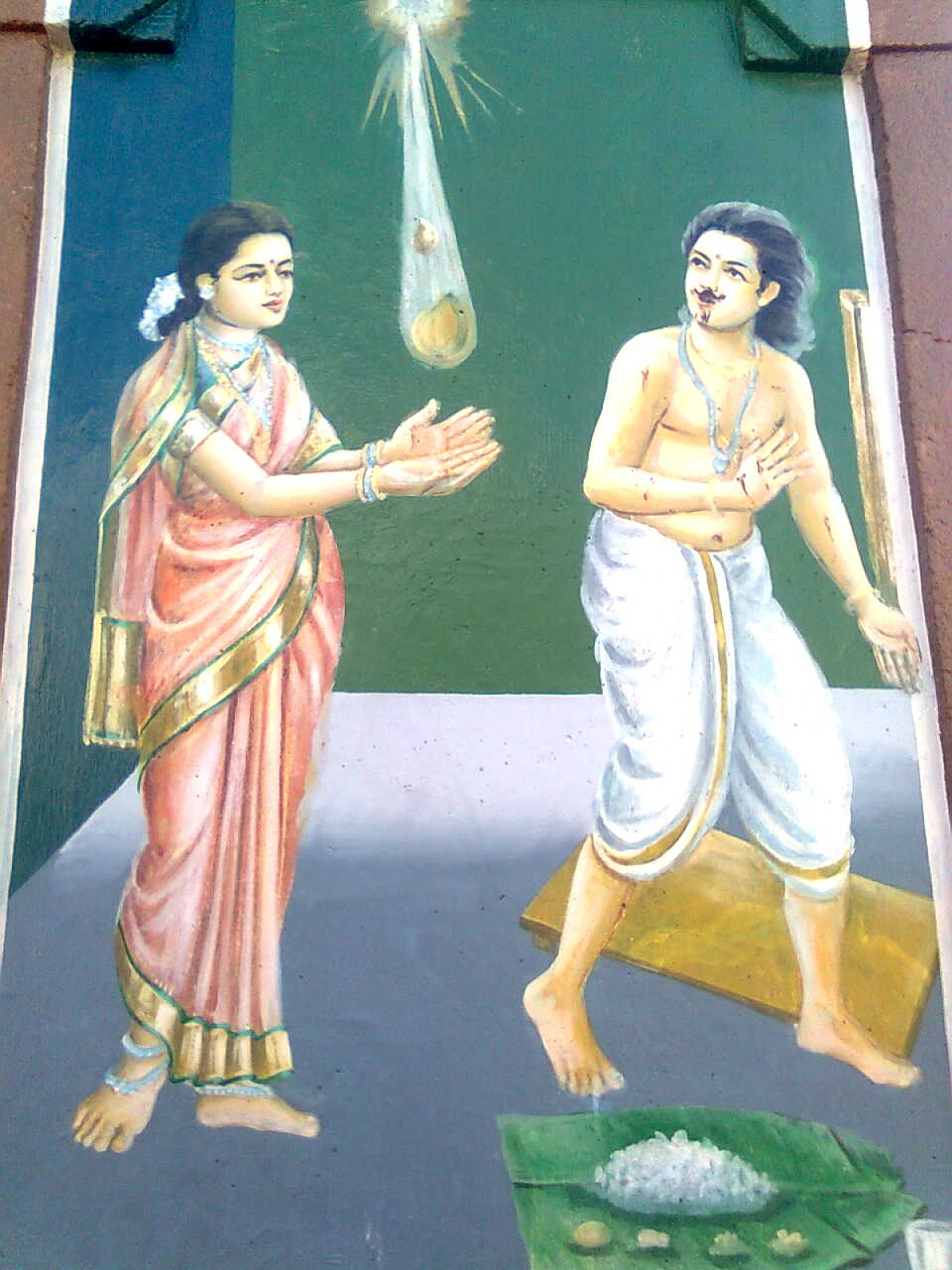
Ammaiyar obtiene mango de Shiva

Karaikal Ammaiyar, que significa «la venerada madre de Karaikkal», una de las tres mujeres entre los 63 nayanmars, es una de las mayores figuras de la literatura  tamil primitiva. Nació en Karaikal, en el sur de la India, y probablemente vivió durante el siglo VI d. C. Era  devota de Shiva.

## Primeros años

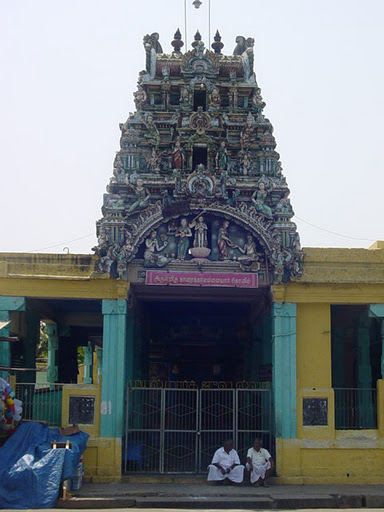
Karaikkal Ammaiyar,Karaikkal

Karaikal es una ciudad de comercio marítimo en  Chola Nadu. Karaikal Ammaiyar, cuyo nombre original era Punithavathiyar, nació en Dhanathathanar en una comunidad mercantil conocida como Nattukottai Nagarathar (también conocido comoNattukottai Chettiar) Estaba casada con Paramadattan, un rico comerciante de Nagapattinam. 
Un día Paramadattan envió dos mangos a su casa. Punithavathy los mantenía a salvo para que pudiera servir a su marido con ellos a la hora de comer. Mientras tanto, un Shiva yogui apareció ante ella. Estaba hambriento y completamente exhausto. Punithavathy lo adoraba y le ofrecía bhiksha. No tenía nada que darle, excepto los mangos. Le dio una al invitado.
Al mediodía Paramadattan vino a la casa. La esposa le sirvió un mango. Le gustó, y pidió el otro. Ella estaba molesta porque ya le había dado el otro mango al yogui Siva. Ella pidió ayuda al Señor. Cuando terminó su oración, misteriosamente un mango cayó sobre la palma de su mano. Se lo dio a su marido. Lo probó. Fue excepcionalmente dulce. Le pidió que le dijera de dónde lo había sacado, ya que estaba bastante seguro de que no era el mango que había enviado.
Punithavathy le dijo toda la verdad. Paramadattan, sin embargo, no creería esto y la retó a producir otro. Ella oró de nuevo al Señor y apareció otro mango en la palma de la mano y se lo dio a él. Pero, de inmediato, desapareció de su mano. Estaba asombrado. Comprendió la grandeza de su esposa. Sintió que sería un gran pecado seguir viviendo con ella como su esposo. Con el pretexto de ir a un país extranjero para comerciar, navegó con un barco cargado de mercancías. A su regreso, se estableció en una gran ciudad del reino de Pandyan. Se casó con una comerciante y vivió feliz. Tuvo una hija junto a ella y la llamó Punithavathy, en honor a su primera esposa.
Mientras tanto, los familiares de Punithavathiyar se enteraron del paradero de su marido y se llevaron a Karaikkal Ammaiyar en un palanquín. Cuando Paramadattan oyó que Punithavathy venía a verlo, él, con su segunda esposa e hijo, se adelantó y cayó a los pies de Punithavathy. Cuando la gente exigió una explicación, él reveló que la consideraba, no como su esposa, sino como una diosa. Punithavathy entendió su condición mental, y oró al Señor, «En ese caso, Oh Señor, privadme del presente encanto físico y dejadme tener una forma demoníaca».
Su oración fue inmediatamente concedida y su encantador cuerpo se transformó en un esqueleto.
Más adelante peregrinó al monte Kailash. Sintiendo que sería un gran pecado poner su pie en esas tierras sagradas, hizo la última parte del viaje sobre su cabeza.
Señor Shiva la llamó como Ammaiyae, que significa madre.

## Galería

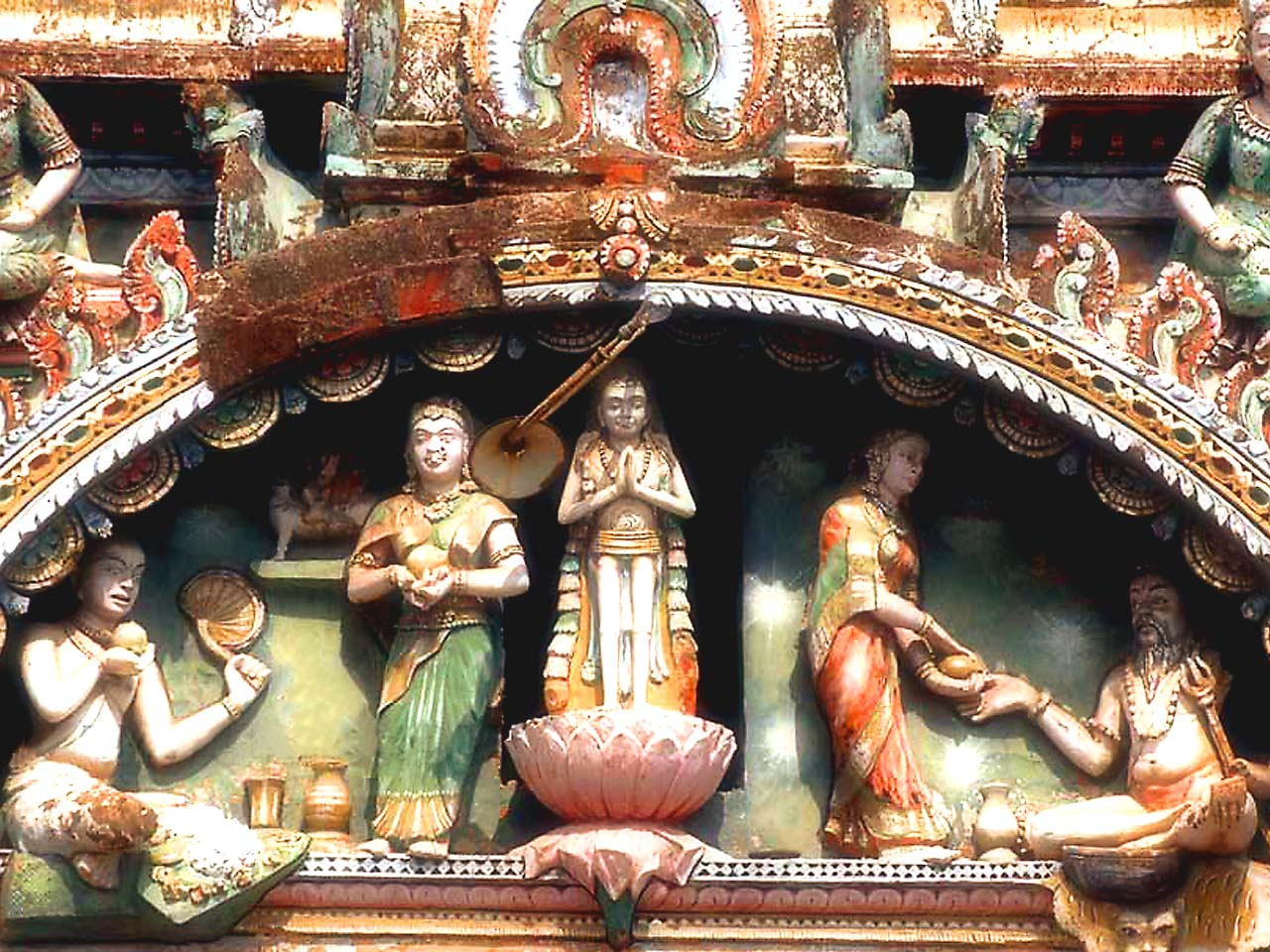
Karaikkal Ammaiyar sudai
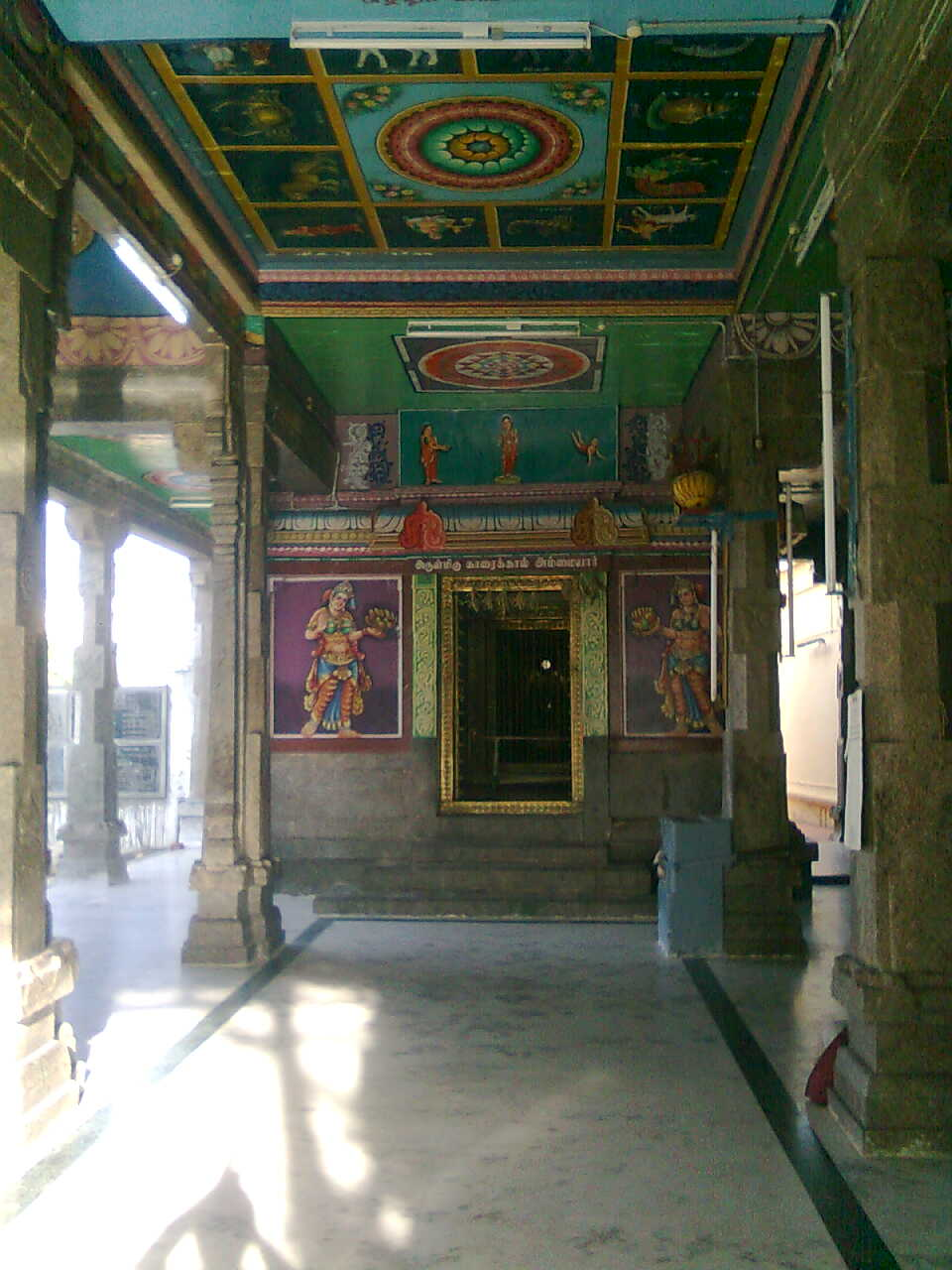
Inside view of Karaikkal Ammaiyar
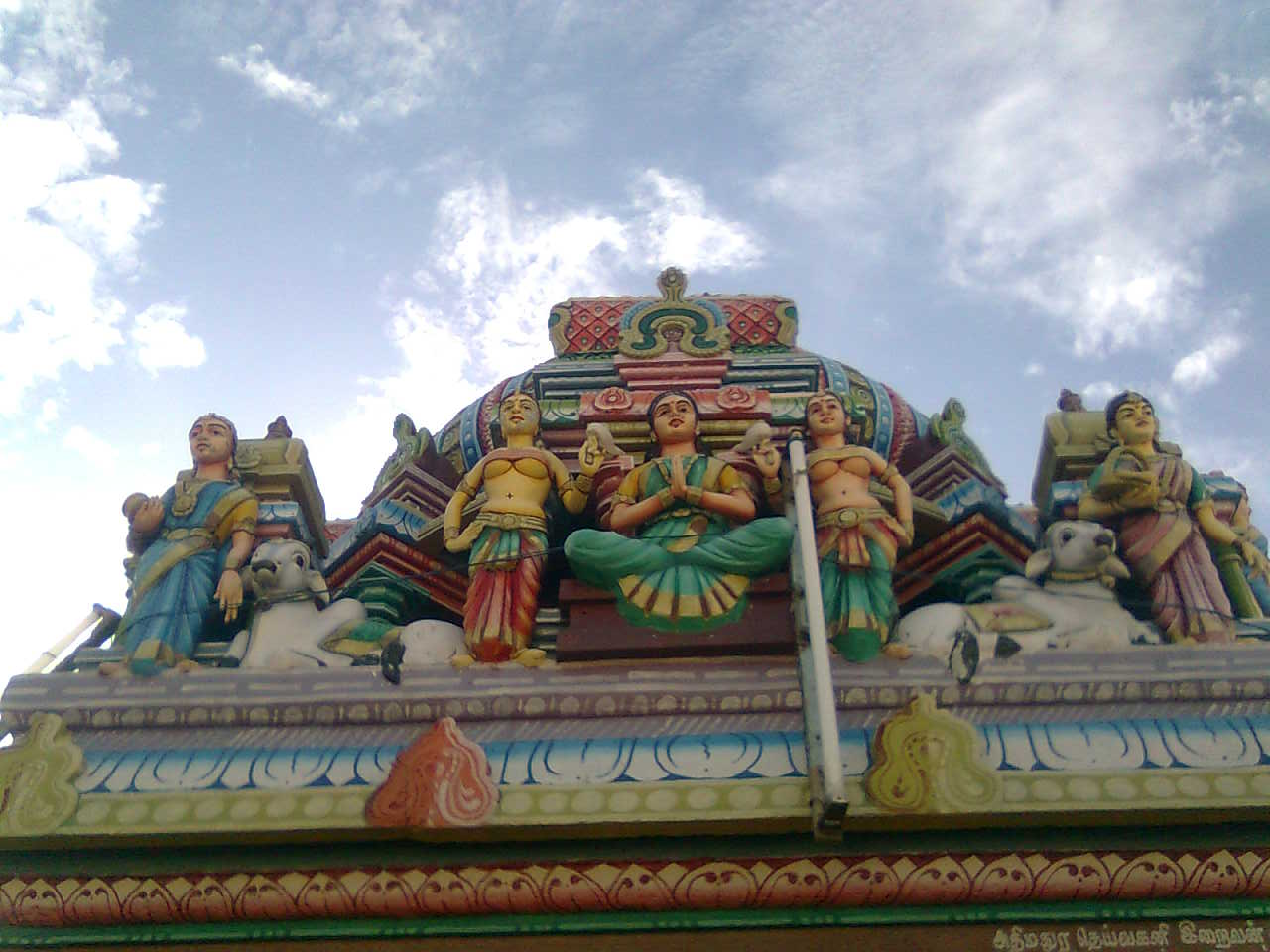
Karaikkal Ammaiyar
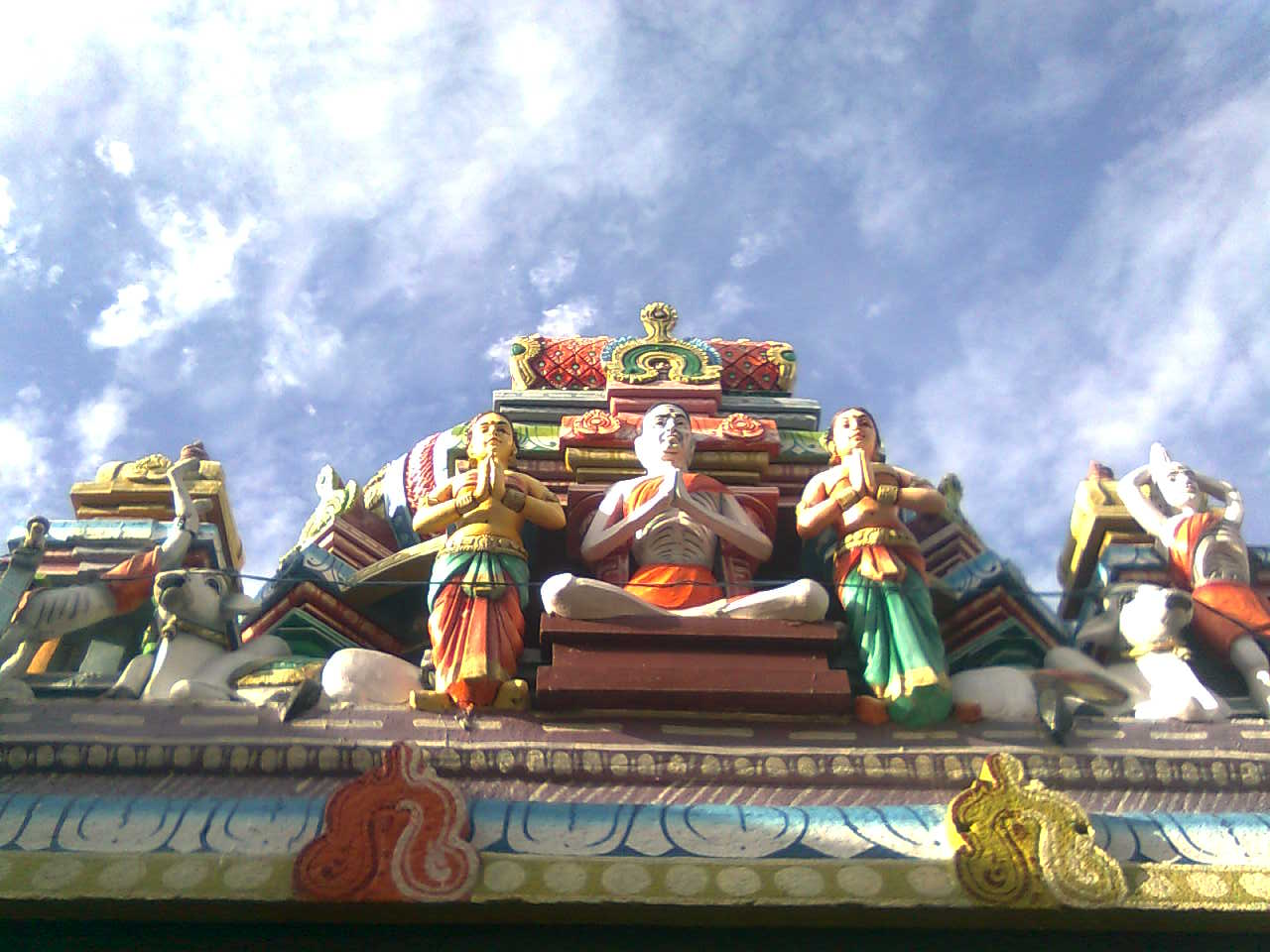
Karaikkal Ammaiyar